# Denil Castillo
Denil Deniel Castillo Preciado (Eloy Alfaro, 24 marzo 2004) è un calciatore ecuadoriano, centrocampista del Midtjylland.

## Carriera

### Club
Castillo è cresciuto nel settore giovanile dell'LDU Quito e nel 2023 è stato acquistato a titolo definitivo dallo Šachtar. Ha debuttato in prima squadra il 29 luglio nell'incontro di Prem"jer-liha vinto 2-1 contro il Metalist 1925. Impiegato con poca frequenza, nel mercato invernale è passato in prestito al Partizan.
Il 1º luglio 2024 è stato acquistato a titolo definitivo dal Midtjylland.

### Nazionale
Nel 2023 con l'Ecuador Under-20 ha partecipato al campionato sudamericano ed al campionato mondiale di categoria.
Il 21 marzo 2025, alla prima convocazione, esordisce in nazionale maggiore nel successo per 2-1 contro il Venezuela.

## Statistiche

### Presenze e reti nei club
Statistiche aggiornate al 12 dicembre 2024.
| Stagione        | Squadra         | Campionato      | Campionato | Campionato | Coppe nazionali | Coppe nazionali | Coppe nazionali | Coppe continentali | Coppe continentali | Coppe continentali | Altre coppe | Altre coppe | Altre coppe | Totale | Totale | Totale |
| Stagione        | Squadra         | Comp            | Pres       | Reti       | Comp            | Pres            | Reti            | Comp               | Pres               | Reti               | Comp        | Pres        | Reti        | Pres   | Reti   |        |
| --------------- | --------------- | --------------- | ---------- | ---------- | --------------- | --------------- | --------------- | ------------------ | ------------------ | ------------------ | ----------- | ----------- | ----------- | ------ | ------ | ------ |
| 2023-gen. 2024  | Šachtar         | PL              | 6          | 0          | CU              | 0               | 0               | UCL+UEL            | 0                  | 0                  |             | -           | -           | 6      | 0      |        |
| gen.-giu. 2024  | Partizan        | SL              | 14         | 2          | CS              | 1               | 0               |                    | -                  | -                  |             | -           | -           | 15     | 2      |        |
| 2024-2025       | Midtjylland     | SL              | 12         | 0          | CD              | 2               | 0               | UCL+UEL            | 5+4                | 0                  |             | -           | -           | 23     | 0      |        |
| Totale carriera | Totale carriera | Totale carriera | 33         | 2          |                 | 3               | 0               |                    | 9                  | 0                  |             | -           | -           | 45     | 2      |        |

### Cronologia presenze e reti in nazionale
| Cronologia completa delle presenze e delle reti in nazionale ― Ecuador | Cronologia completa delle presenze e delle reti in nazionale ― Ecuador | Cronologia completa delle presenze e delle reti in nazionale ― Ecuador | Cronologia completa delle presenze e delle reti in nazionale ― Ecuador | Cronologia completa delle presenze e delle reti in nazionale ― Ecuador | Cronologia completa delle presenze e delle reti in nazionale ― Ecuador | Cronologia completa delle presenze e delle reti in nazionale ― Ecuador | Cronologia completa delle presenze e delle reti in nazionale ― Ecuador |
| Data                                                                   | Città                                                                  | In casa                                                                | Risultato                                                              | Ospiti                                                                 | Competizione                                                           | Reti                                                                   | Note                                                                   |
| ---------------------------------------------------------------------- | ---------------------------------------------------------------------- | ---------------------------------------------------------------------- | ---------------------------------------------------------------------- | ---------------------------------------------------------------------- | ---------------------------------------------------------------------- | ---------------------------------------------------------------------- | ---------------------------------------------------------------------- |
| 21-3-2025                                                              | Quito                                                                  | Ecuador                                                                | 2 – 1                                                                  | Venezuela                                                              | Qual. Mondiali 2026                                                    | -                                                                      | 90+3’                                                                  |
| Totale                                                                 |                                                                        | Presenze                                                               | 1                                                                      |                                                                        | Reti                                                                   | 0                                                                      |                                                                        |